# Okręg wyborczy Cowper
Okręg wyborczy Cowper (ang. Division of Cowper) – jednomandatowy okręg wyborczy do Izby Reprezentantów Australii, położony w północnej części wybrzeża Nowej Południowej Walii, obejmującej m.in. Coffs Harbour, Macksville i Nambucca Heads. Jest jednym z 75 pierwotnych okręgów wyborczych, ustanowionych przed pierwszymi wyborami federalnymi w 1901 roku. Jego patronem jest pięciokrotny premier kolonialnej Nowej Południowej Walii Charles Cowper. Historycznie okręg jest bastionem Narodowej Partii Australii, która - wliczając w to jej poprzedniczkę, Partię Wiejską - kontroluje go od 1919 roku, z jedną krótką przerwą w latach 60. 

## Lista posłów
| okres urzędowania | poseł           | przynależność                                                                         |
| ----------------- | --------------- | ------------------------------------------------------------------------------------- |
| 1901-1903         | Francis Clarke  | Partia Protekcjonistyczna                                                             |
| 1903-1906         | Henry Lee       | Partia Wolnego Handlu / Partia Antysocjalistyczna                                     |
| 1906-1919         | John Thomson    | Partia ProtekcjonistycznaZwiązkowa Partia Liberalna Nacjonalistyczna Partia Australii |
| 1919-1961         | Earle Page      | Partia Wiejska                                                                        |
| 1961-1963         | Frank McGuren   | Australijska Partia Pracy                                                             |
| 1963-1984         | Ian Robinson    | Partia Wiejska / Narodowa Partia Wiejska / Narodowa Partia Australii                  |
| 1984-2001         | Garry Nehl      | Narodowa Partia Australii                                                             |
| od 2001           | Luke Hartsuyker | Narodowa Partia Australii                                                             |

źródło: 

## Dawne granice

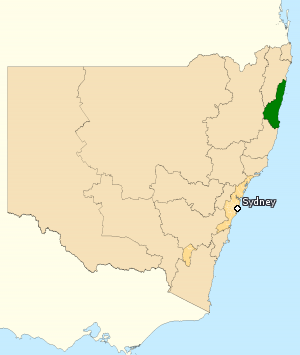
Okręg w granicach z 2010 roku